# عمر بن حمدان
عمر بن حمدان المحرسي (1291- 1368 هـ / 1874- 1949 م) عالم مسلم تونسي ومدرس في الحرمين الشريفين، من أعلام المسلمين في القرن الرابع عشر الهجري. ولد في محرس بصفاقس وهاجر مع والده إلى المدينة المنورة في 1885 ودرس فيها ثم في مصر. رجع إلى موطنه وأخذ عن بعض علماء عصره ثم في فاس بالمغرب ودمشق ثم عاد إلى مكة فأخذ عن علماء المسجد الحرام. ثم تصدر للتدرس فكان مُدرساً بالمسجد النبوي إلى عام 1916 ومُدرساً بالمسجد الحرام (1916 - 1949) ومُدرساً بمدرسة الفلاح (1916 - 1933) ومُدرساً بالمدرسة الصولتية (1934 - 1946). ومُدرساً بمدرسة المطوفين في المسجد الحرام (1930). اشتهر بالتدريس شتاءً بمكة وصيفًا بالمدينة. توفي في المدينة ودفن في البقيع. 

## سيرته
هو عمر بن حمدان بن حمدان المحرسي، ولد بمحرس صفاقس في تونس سنة 1291هـ / 1874م وعندما بلغ الحادية عشر من عمره رحل مع والده إلى المدينة وفيها حفظ القرآن علی يد إبراهيم المطرود، ثم أقبل علی طلب العلم بالمسجد النبوي فحفظ المتون ودراستها علی علماء المدينة، منهم فالح بن محمد الظاهري وأحمد بن إسماعيل البرزنجي ومحمد جعفر الكتاني وعبد الباقي الأنصاري وعلي بن ظاهر الوتري. ولازم محمد بن عبد الكبير الكتاني واستفاد منه. وأخذ الحديث عن السيدة آمنة‌ ابنة عبد الغني المجددي. ثم سافر لطلب العلم إلى مصر، وأخذ عن عبد الرحمن عليش ومحمد إبراهيم السقا وعبد المعطي السقا ومحمود خطاب السبكي وغيرهم كثير.

ثم سافر إلى تونس وأخذ عن شيخ الإسلام أبي حاجب والطيب النفير والطاهر عاشور وبيرم الطيب وغيرهم. وأخذ عن علماء فاس، منهم أحمد بن المأمون البلغيثي وعبد الرحمن بن زينان وعبد الكبير الكتاني وعبد الحي الكتاني وغيرهم.

ثم سافر إلى دمشق وتقلى العلم عن علمائها ثم عاد إلى مكة فأخذ عن علماء المسجد الحرام، منهم حسين الحبشي وسليمان حسب الله ومحمد علي المالكي وعباس مالكي. ثم سافر إلى حضرموت فدرس في مساجدها وفي المدرسة الصولتية ومدرسة الفلاح بمكة. وكانت حلقة درسه بالمسجد الحرام في حصوة باب العمرة، واشتهر بالتدريس شتاءً بمكة وصيفًا بالمدينة. 

توفي في المدينة عصر الأربعاء 9 شوال من سنة 1368هـ / 3 أغسطس 1949م عن سبعة وسبعين عامًا ودُفن في بقيع الغرقد بعد صلاة العشاء.

## آثاره
له تقيدات وتقريرات وحواشي وتعليقات على الكتب التي كان يُدرسها. وفي آخر حياته ألف ثبتاً صغيراً اقتصر فيه على ذكر بعض شيوخه.
وقد ألف له المسند أبي الفيض الفاداني المكي كتاباً اسماه مطمح الوجدان في أسانيد عمر حمدان في ثلاثة مجلدات، ثم اختصره في مجلد واحد اسماه إتحاف الإخوان باختصار مطمح الوجدان في أسانيد الشيخ عمر حمدان وقد طبع المجلد طبعتين الأولى في القاهرة سنة 1371هـ، والثانية في دار البصائر في دمشق سنة 1406هـ.

كما ترك مكتبة فيها نوادر الكتب والمخطوطات استنسخ بعضها في أسفاره ومن مكتبة عارف حكمت بالمدينة، وهي موجودة باسمه في مكتبة الملك عبد العزيز بالمدينة ضمن المكتبات المهداة. ومن ضمنها مذكرة ذكر فيها جملة من الفوائد والفرائد (مخطوطة).